# Altenglischer Hexateuch

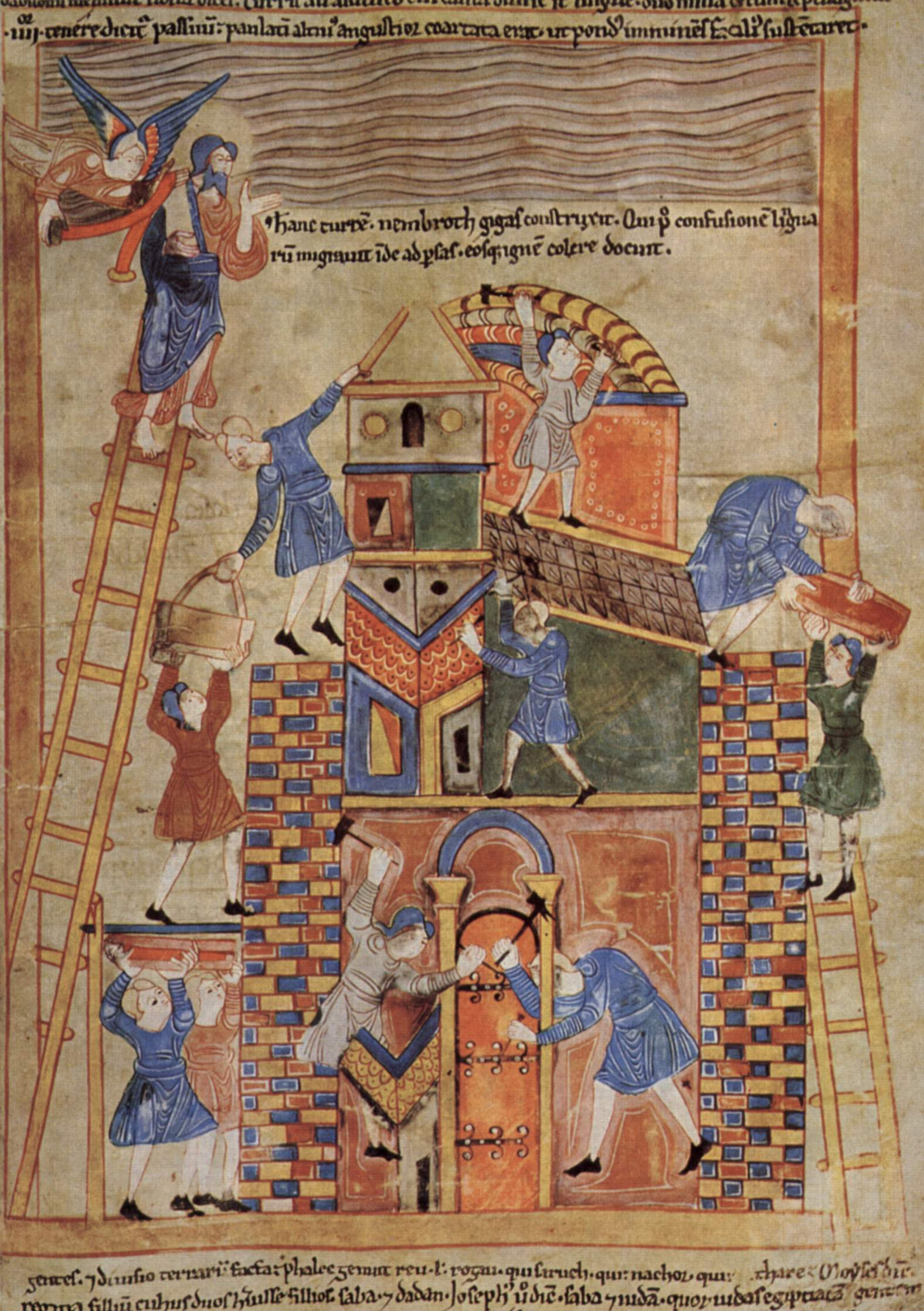
Hexateuch der British Library: Turmbau zu Babel

Der altenglische Hexateuch ist eine Übertragung der fünf Bücher Mose und des Buches Josua in die altenglische Sprache. Er ist in sieben Handschriften aus England aus dem 11. Jahrhundert erhalten.

## Handschriften

### Hexateuch (British Library)

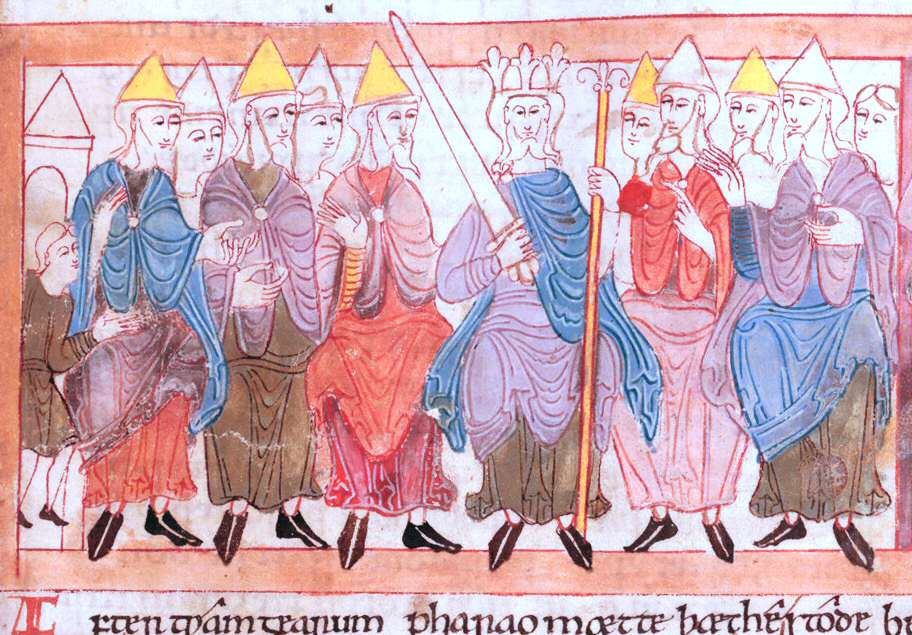
Hexateuch der British Library: Pharao mit Ratgebern

Die eindrucksvollste Handschrift ist eine Kompilation (gekürzte Zusammenfassung) des biblischen Textes. Sie enthält 394 teilweise unvollendete Miniaturen, in denen 550 Szenen abgebildet sind.
Ihr ist eine Einführung von Ælfric Grammaticus vorangestellt. Die Handschrift entstand wahrscheinlich um 1025/1050 in der Abtei St. Augustinus in Canterbury und befindet sich heute in der British Library in London, Signatur Cotton MS Claudius B.iv.
In den Miniaturen wurden biblische Szenen in zeitgenössischem Umfeld dargestellt. So ist zum Beispiel eine Versammlung des Pharao mit seinen Ratgebern als altenglischer Witenagemot wiedergegeben. Die Abbildungen illustrieren den Text, z. B. durch Darstellung des Paradiesbaumes in der Art einer Wolke am Himmel. Sie geben auch einen Einblick in das Naturverständnis der Zeit. So lässt die präzise Darstellung der Vogelwelt ein reges Interesse der Maler an Naturbeobachtung erkennen. Auch die Darstellung eines Regenbogens in sechs sogar noch weiter unterteilten Farben löst sich von althergebrachten Vorstellungen  eines aristotelischen Weltbildes, das nur drei Farben kannte.
Die Darstellung des Moses mit Hörnern ist eine der ältesten Darstellungen dieser Art.

### Heptateuch (Oxford)
Eine Handschrift enthält auch das Buch der Richter (Heptateuch). Sie ist nicht illuminiert und befindet sich in der Bodleian Library in Oxford, Signatur Laud Misc. 509.

## Ausgaben
- Dodwell, C. R., Clemoes, Peter (eds.). The Old English Illustrated Hexateuch. Early English Manuscripts in Facsimile, Vol. 18. Copenhagen: Rosenkilde & Bagger, 1974. (Faksimile)